# Homar europejski
Homar europejski (Homarus gammarus) – gatunek skorupiaka z rzędu dziesięcionogów i rodziny homarów (Nephropidae). Blisko spokrewniony z homarem amerykańskim i homarcem.

## Budowa
Ma pięć par odnóży, cztery z nich to odnóża kroczne, są dosyć małe w stosunku do całego ciała, ale zdecydowanie wystarczające do poruszania się. Dorosły homar europejski może osiągać prędkość do 23 km/h. Pierwsza para odnóży jest zakończona wielkimi, zróżnicowanymi szczypcami. Jedne z nich mają zaostrzone brzegi i służą do cięcia, drugie, mające grzebień mocnych ząbków, służą do kruszenia i miażdżenia. Na głowie ma dwie pary czułków, jedną krótszą, drugą dłuższą. Osiągają wielkość 50 cm i waga ok. 0,7 kg (typowy rozmiar), chociaż zdarzają się też większe osobniki.
Homar europejski różni się od homara amerykańskiego ubarwieniem, pierwszy jest niebieskawy z jasnymi plamami, drugi czerwonawy. Różnią się także liczebnością, większość homarów dostępnych na rynku spożywczym pochodzi z zachodnich wód Atlantyku, gdyż gatunek europejski jest mniej rozpowszechniony.

## Środowisko życia
Homar europejski zamieszkuje skalne dna, gdzie łatwo może znaleźć schronienie. Rzadko występuje na głębokościach większych niż 50 m p.p.m., ale może również mieszkać w strefie pływów, od jej granicy aż do głębokości 150 m, w piaskowym lub żwirowym podłożu.
Prowadzi nocny tryb życia, wtedy wychodzi na żer, jego pożywienie składa się głównie z robaków, małży, i martwych ryb.

## Rozmnażanie

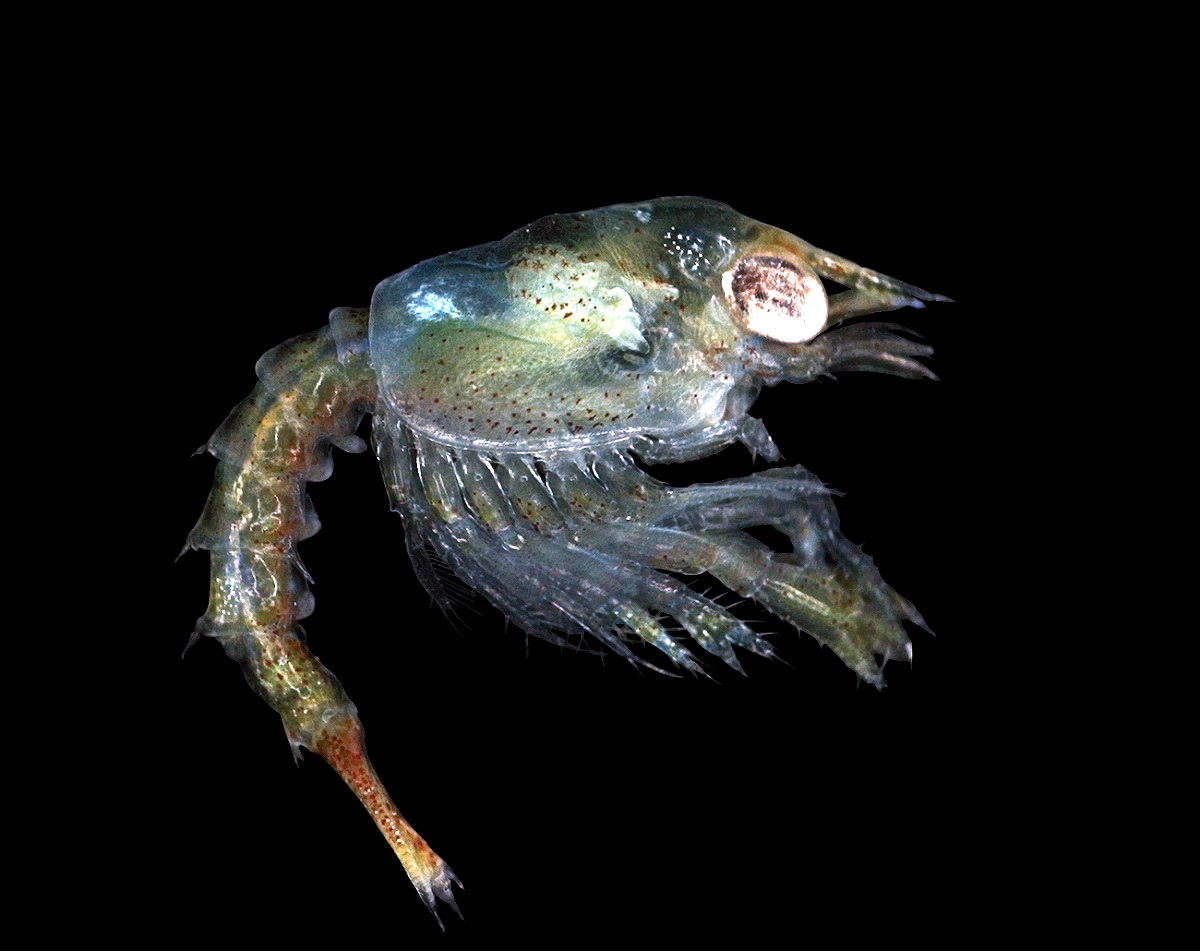
Larwa

Samica nosi jaja przyczepione pod odwłokiem przez 11 miesięcy. Po odczepieniu się od odwłoka jaja spędzają, zależnie od temperatury wody, 2–3 tygodnie w toni wodnej. Następnie opadają na dno, gdzie po ok. dwóch latach wykluwają się z nich larwy zwane żywikami.

## Występowanie
Zamieszkuje wschodnie wybrzeża Oceanu Atlantyckiego, od Lofotów na północnym wschodzie Norwegii po Azory i Maroko. Może być również znajdywany w niektórych częściach Morza Śródziemnego i w północno-wschodniej części Morza Czarnego.

## Znaczenie gospodarcze
Jest poławiany ze względu na smaczne mięso i zalicza się go do owoców morza (frutti di mare). 